# Cecilia Pérez Jara
Cecilia Roxana Pérez Jara (Santiago, 23 de septiembre de 1974) es una abogada y política chilena, militante de Renovación Nacional (RN), que anteriormente ejerció como ministra del Deporte del segundo gobierno de Sebastián Piñera desde el 28 de octubre de 2019 hasta el 11 de marzo de 2022. Anteriormente se desempeñó como ministra Secretaria General de Gobierno entre marzo de 2018 y octubre de 2019, cargo que también desempeñó en el primer gobierno de Piñera, entre 2012 y 2014.
Previamente ejerció como concejal de la Ilustre Municipalidad de La Florida, cargo que asumió en 2000 y para el cual fue reelegida en las elecciones municipales de 2004 y 2008; subdirectora del Servicio Nacional de la Mujer (Sernam), el que ejerció entre febrero y julio de 2011; e intendenta de la Región Metropolitana de Santiago, entre 2011 y 2012.

## Biografía
Nació en Santiago el 23 de septiembre de 1974, es una de los tres hijos del matrimonio formado por Luis Agustín Pérez Salvatierra y Ana Delia Jara Bustos.
Realizó sus estudios básicos en el English High School de Santiago. Sus estudios secundarios los realizó en Colegio Corazón de María de San Miguel. En 1994 ingresó a la carrera de derecho en la Universidad Andrés Bello, titulándose de abogada el 21 de noviembre de 2010.

## Carrera política
En 1995 ingresó a militar en el partido político Renovación Nacional (RN). Se ha desempeñado como presidenta de directiva del distrito N° 26 La Florida, en 2006 fue presidenta Regional del partido en la Región Metropolitana y Es Consejera General desde 1998. Entre 1998 y 2006 fue jefa de Gabinete de la entonces diputada Lily Pérez.
En 2000 es elegida concejala por la comuna de La Florida, ha sido reelecta por tres periodos consecutivos, 2000-2004, 2004-2008 y 2008-2012, este último periodo no concluido debido a su nombramiento como subdirectora del Sernam. También se ha desempeñado como Directora de comunicaciones en la Municipalidad de Puente Alto, donde ha coordinado las relaciones entre el municipio y los habitantes de la comuna. Durante 2008 y 2009 tuvo una activa participación en los programas de liderazgo y los seminarios de Comunidad Mujer en las temáticas de corresponsabilidad social, comunicación política y el rol de la mujer.
En 2010 es elegida Vicepresidenta de Renovación Nacional (RN) por el periodo 2010-2012, renunciando al cargo al asumir el cargo de Intendenta de Santiago. Así también se desempeñó como Secretaria General interina de RN entre julio y diciembre de 2010.
El 3 de febrero de 2011 es designada por el presidente de la República Sebastián Piñera como subdirectora del Servicio Nacional de la Mujer, ejerciendo el cargo desde el 7 de febrero de 2011 hasta el 21 de julio de 2011 cuando es nombrada intendenta metropolitana por el presidente, siendo la tercera mujer en la historia de Chile en ocupar dicho cargo, después de Adriana Delpiano y Ximena Rincón González.
El 5 de noviembre de 2012, Pérez fue nombrada ministra secretaria general de Gobierno por el presidente Piñera, reemplazando a Andrés Chadwick, cargo que desempeñó hasta el término del primer mandato presidencial de Piñera el 11 de marzo de 2014.
Una vez concluidas sus funciones como vocera de gobierno, desde marzo de 2014 ejerce la vicepresidencia del directorio de la Fundación Avanza Chile, think tank de oposición al segundo gobierno de Michelle Bachelet. Desde ese mismo mes conduce junto al escritor Fernando Villegas el programa Las cosas por su nombre en Radio Agricultura.
Durante la segunda administración de Piñera, Pérez regresó al gabinete en marzo de 2018, siendo nombrada nuevamente como ministra Secretaria General de Gobierno. Se mantuvo en el cargo hasta el 28 de octubre de 2019, tras las masivas protestas de ese mes cuando Piñera realizó un cambio de gabinete y fue nombrada como ministra del Deporte, cargo que mantuvo hasta el fin de dicha administración, el 11 de marzo de 2022. Dejó su cargo con críticas de deportistas, irregularidades en construcciones de canchas, desaparición de rejas y un atraso en las obras para los Juegos Panamericanos de 2023 a celebrarse en Santiago.
En abril de 2022 se incorporó al directorio de Azul Azul, sociedad anónima que está a cargo de la administración del Club Universidad de Chile.

## Historial electoral

### Elecciones municipales de 2000
- Elecciones municipales de 2000, candidata al concejo municipal de La Florida

(Se consideran sólo candidatos electos como concejales, de un total de 21 candidatos)
| Candidato                | Pacto                                      | Partido | Votos  | %      | Resultado |
| ------------------------ | ------------------------------------------ | ------- | ------ | ------ | --------- |
| Pablo Zalaquett Said     | Alianza por Chile                          | UDI     | 59 508 | 42,65% | Alcalde   |
| Rodolfo Carter Fernández | Alianza por Chile                          | UDI     | 519    | 0,37%  | Concejal  |
| Guido Benavides Araneda  | Alianza por Chile                          | RN      | 828    | 0,59%  | Concejal  |
| Cecilia Pérez Jara       | Alianza por Chile                          | RN      | 767    | 0,55%  | Concejala |
| Antonio Vasquez Droguett | Alianza por Chile                          | RN      | 1007   | 0,72%  | Concejal  |
| Gonzalo Duarte Leiva     | Concertación de Partidos por la Democracia | PDC     | 51 629 | 37,00% | Concejal  |
| Marco Espinoza Cartagena | Concertación de Partidos por la Democracia | PDC     | 2288   | 1,64%  | Concejal  |
| Eduardo Brandau Lopez    | Concertación de Partidos por la Democracia | PDC     | 854    | 0,61%  | Concejal  |
| Orlando Vidal Duarte     | Concertación de Partidos por la Democracia | PS      | 6863   | 4,92%  | Concejal  |
| Nicanor Herrera Quiroga  | Concertación de Partidos por la Democracia | PS      | 3813   | 2,73%  | Concejal  |

### Elecciones municipales de 2004
- Elecciones municipales de 2004, candidata al concejo municipal de La Florida

(Se consideran sólo los 12 candidatos más votados y concejales electos, de un total de 30 candidatos)
| Candidato                | Pacto                           | Partido | Votos  | %     | Resultado |
| ------------------------ | ------------------------------- | ------- | ------ | ----- | --------- |
| Jorge Gajardo García     | Concertación por la Democracia  | PS      | 22 962 | 17,9  | Concejal  |
| Cecilia Pérez Jara       | Alianza                         | RN      | 15 919 | 12,41 | Concejala |
| Rodolfo Carter Fernández | Alianza                         | UDI     | 14 537 | 11,33 | Concejal  |
| Alejandra Krauss Valle   | Concertación por la Democracia  | PDC     | 14 023 | 10,93 | Concejala |
| Caupolicán Peña Reyes    | Concertación por la Democracia  | PPD     | 10 291 | 8,02  | Concejal  |
| Marcelo Zunino Poblete   | Alianza                         | UDI     | 5377   | 4,19  | Concejal  |
| Marco Espinoza Cartagena | Concertación por la Democracia  | PDC     | 5348   | 4,17  | Concejal  |
| Nicanor Herrera Quiroga  | Concertación por la Democracia  | PS      | 5161   | 4,02  | Concejal  |
| Inés Gallardo Fuentes    | Concertación por la Democracia  | PPD     | 3952   | 3,08  | Concejala |
| Antonio Vásquez Droguett | Independientes (Fuera De Pacto) | Ind.    | 3430   | 2,67  |           |
| Sonia Krinfokai Wiehoff  | Alianza                         | UDI     | 2494   | 1,94  |           |
| Lina Ríos Briceño        | Alianza                         | RN      | 2453   | 1,91  | Concejala |

### Elecciones municipales de 2008
- Elecciones municipales de 2008, candidata al concejo municipal de La Florida

(Se consideran sólo los 11 candidatos más votados y concejales electos, de un total de 46 candidatos)
| Candidato                    | Pacto                    | Partido | Votos  | %     | Resultado |
| ---------------------------- | ------------------------ | ------- | ------ | ----- | --------- |
| Rodolfo Carter Fernández     | Alianza                  | UDI     | 11 427 | 11,41 | Concejal  |
| Nicanor Herrera Quiroga      | Concertación Democrática | PS      | 8723   | 8,71  | Concejal  |
| Cecilia Pérez Jara           | Alianza                  | RN      | 7593   | 7,58  | Concejala |
| Marco Espinoza Cartagena     | Concertación Democrática | PDC     | 6643   | 6,63  | Concejal  |
| Eulogia Lavín Infante        | Alianza                  | UDI     | 5324   | 5,31  | Concejala |
| Marcelo Zunino Poblete       | Alianza                  | RN      | 5160   | 5,15  | Concejal  |
| Inés Gallardo Fuentes        | Concertación Progresista | PPD     | 4314   | 4,31  | Concejala |
| Soledad Pérez Peña           | Concertación Progresista | PRSD    | 3879   | 3,87  |           |
| Verónica Aliaga Ramírez      | Concertación Democrática | PS      | 3493   | 3,48  | Concejala |
| Susana Rosa Hernández Collao | Juntos Podemos Más       | PC      | 3490   | 3,48  | Concejala |
| José Luis Alegría Tobar      | Concertación Democrática | PS      | 3396   | 3,39  | Concejal  |